# Hyposerica porphyrea
Hyposerica porphyrea är en skalbaggsart som beskrevs av Marc Lacroix 1994. Hyposerica porphyrea ingår i släktet Hyposerica och familjen Melolonthidae. Inga underarter finns listade i Catalogue of Life.